# Wikstroemia australis
Wikstroemia australis är en tibastväxtart som beskrevs av Stephan Ladislaus Endlicher. Wikstroemia australis ingår i släktet Wikstroemia och familjen tibastväxter. Inga underarter finns listade i Catalogue of Life.